# Franz Hofmann (jezuita)
Franz (II.) Hofmann (23. prosince 1711, Vídeň – 23. ledna 1773, Brno) byl rakouský jezuita působící jako pedagog na Moravě a v Čechách.

## Život a činnost
V roce 1727 vstoupil do řádu tovaryšstva Ježíšova. Věnoval se učitelské profesi, dosáhl titulu doktora teologie a působil jako přísedící královské české studijní komise.
Roku 1752 se stal řídícím teologických studií pražské jezuitské koleje, z této funkce však byl roku 1760 na příkaz Marie Terezie odvolán a následně byla převedena na sekulární duchovní.

### Spisy
Byl autorem tištěných spisů:
- „Syntagma physiologicum de potentiae visivae academicis explanatum“ (Olomouc, 1747, 12)
- „Fundamentum universae Philosophiae moralis seu institutiones de Beatitudine et Actibus humanis“ Praha 1749, 12)
- „Dissertatio thologico-polemica de S. Scripturae Interprete“ (Praha, 1753, 8°)
- Pelzel (Franz Martin), Böhmische, mährische und schlesische Gelehrte und Schriftsteller aus dem Orden der Jesuiten (Praha, 1786, 8°.) S. 217.
- Poggendorff (J. C.), Biographisch-literarisches Šablona:Seite Handwörterbuch zur Geschichte der exacten Wissenschaften (Leipzig 1859, J. Ambr. Barth, gr. 8°.) Sp. 1127.
- Meusel (J. G.), Lexikon der vom Jahre 1750 bis 1800 verstorbenen teutschen Schriftsteller (Leipzig, 1806, G. Fleischer d, j., 8°.) Bd. VI, S. 26.
- Tomek (Wenzel Wladiwoy), Geschichte der Präger Universität (Praha, 1849, Gottl. Haase Söhne, 8°.) s. 325, 329.